# Tetrastichus flavirictus
Tetrastichus flavirictus är en stekelart som beskrevs av Kostjukov 1978. Tetrastichus flavirictus ingår i släktet Tetrastichus och familjen finglanssteklar. Inga underarter finns listade i Catalogue of Life.